# Мустафа Тосун паша
Мустафа Тосун паша (на турски: Mustafa Tosun Paşa) е османски военен и администратор. От април 1851 до октомври 1853 година е валия на Скопие. Умира в 1858 година.